# 재즈 항공
재즈 항공(영어: Jazz Aviation LP, Jazz)은 캐나다의 지역 항공사로 허브 공항은 캘거리 국제공항, 몬트리올 트뤼도 국제공항, 토론토 피어슨 국제공항, 밴쿠버 국제공항이 있으며 2001년에 설립했다.

## 보유 기종
- 2012년 5월 기준으로 재즈 항공은 다음과 같은 기종을 보유하고 있다.

| 기종                   | 대수 | 주문 (옵션) | 승객 | 승객  | 승객  | 비고               |
| 기종                   | 대수 | 주문 (옵션) | J    | Y     | 합계  | 비고               |
| ---------------------- | ---- | ----------- | ---- | ----- | ----- | ------------------ |
| 봄바디어 대쉬 8 100    | 34   | 0           | 0    | 37    | 37    |                    |
| 봄바디어 대쉬 8 300    | 28   | 0           | 0    | 42 50 | 42 50 |                    |
| 봄바디어 Q400 넥스트젠 | 21   | 13 (10)     | 0    | 74    | 74    |                    |
| 봄바디어 CRJ200        | 26   | 0           | 0    | 50    | 50    | 1대는 전세편 운항  |
| 봄바디어 CRJ705        | 16   | 0           | 10   | 65    | 75    | 와이파이 사용 가능 |
| 합계                   | 125  | 0 (9)       |      |       |       |                    |

## 사진

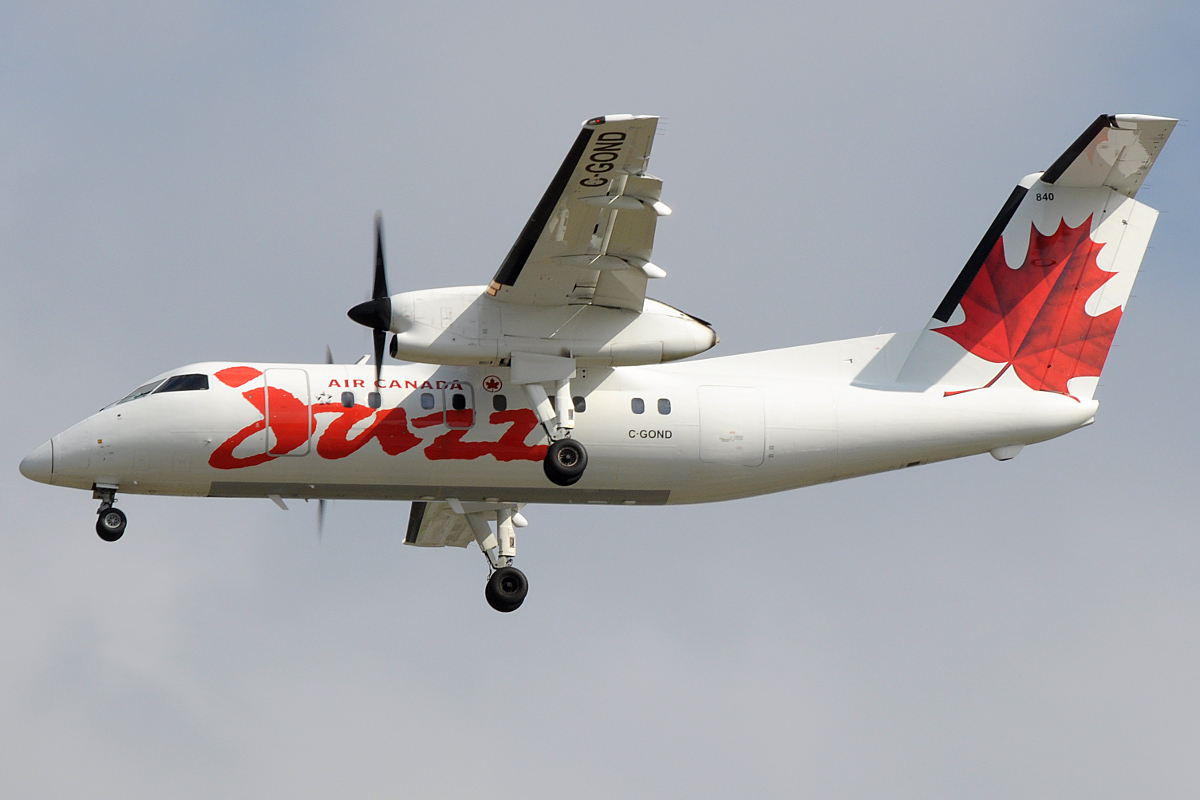
재즈 항공의 봄바디어 대쉬 8 100
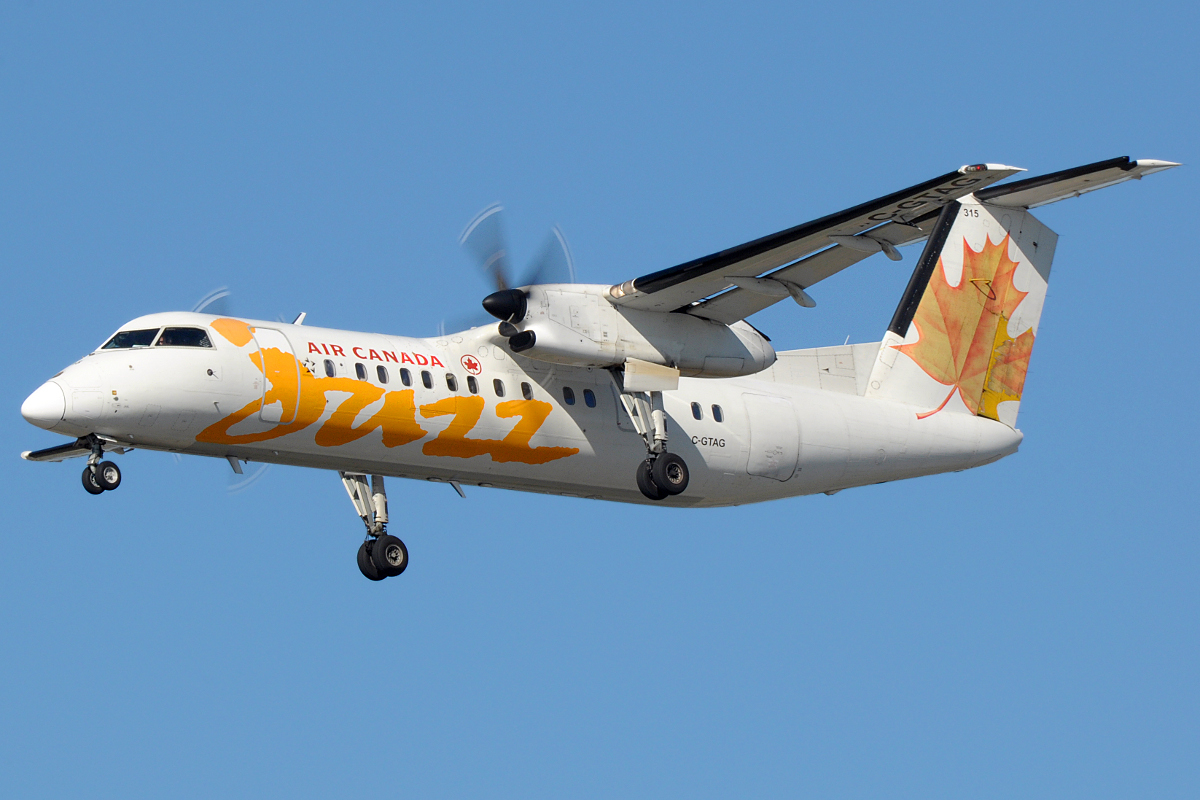
재즈 항공의 봄바디어 대쉬 8 300
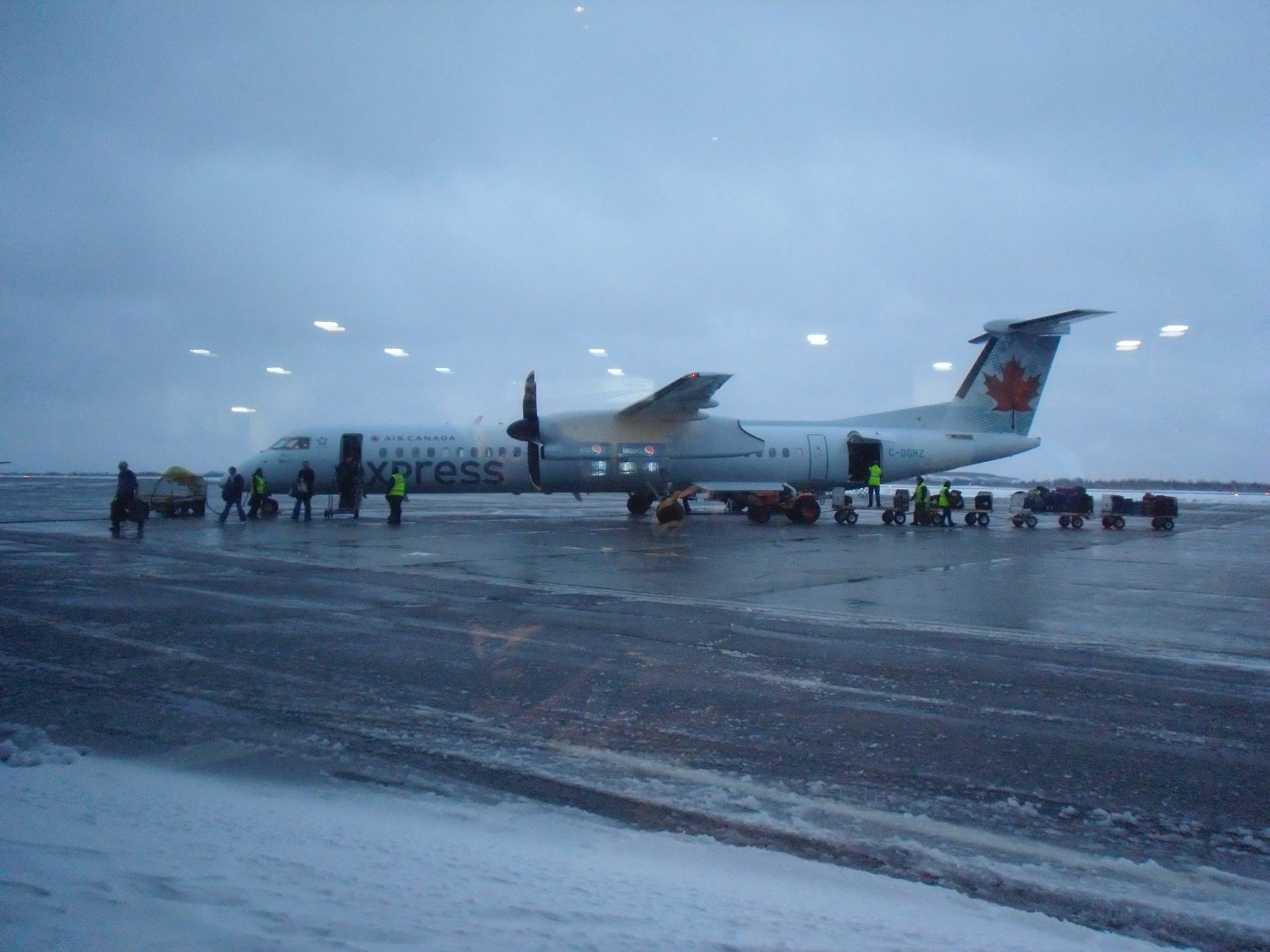
재즈 항공의 봄바디어 Q400 넥스트젠